# Філонов Іван Никифорович
Іван Никифорович Філонов (* 10 квітня 1917, Верхній Амонаш — нині Канського району Красноярського краю — † 1983) — український художник напрямку станкової та книжної графіки, член спілки художників СРСР.

## Життєпис
1947 року закінчив Харківський художній інститут, навчався у В. Касіяна, Й. Дайца, В. Мироненка.
Здійснив ілюстрування творів:
- «Фата моргана» Михайла Коцюбинського — 1948, «Шкільна бібліотека класиків»,
- Панаса Мирного — 1954 «Хіба ревуть воли, як ясла повні?», 1956 , «Повія»,
- «Заробітчани», Кость Гордієнко, «Молодь», 1957,
- «Тіні забутих предків», Михайло Коцюбинський, «Держлітвидав», 1960,
- «В бур'янах», Степан Васильченко — 1961,
- «Тарасова зоря: поезії про Т. Г. Шевченка», Юрій Герасименко, 1962, «Дитвидав»,
- «Панас Мирний. Твори.», «Шкільна бібліотека», 1965,
- «Дорогою ціною», Михайло Коцюбинський, 1970, 1979, 1984, «Веселка»,
- «Подарунок на іменини: Оповідання, новели, повісті», Михайло Коцюбинський", разом з Василем Євдокименком, Миколою Стороженком, Георгієм Якутовичем, упорядник Микола Грицюта.

В 1961—1964 роках виконав серію офортів за творами Т. Г. Шевченка.
Його твори зберігаються, серед інших, в Луганському художньому музеї.